# Austrolimnophila (Phragmocrypta) gyldenstolpei
Austrolimnophila (Phragmocrypta) gyldenstolpei is een tweevleugelige uit de familie steltmuggen (Limoniidae). De soort komt voor in het Afrotropisch gebied.